# Tetradium
Tetradium es un género con 17 especies de plantas  perteneciente a la familia Rutaceae.

## Taxonomía
El género  fue descrito por João de Loureiro  y publicado en Flora Cochinchinensis 1: 91–92. 1790. La especie tipo es: Tetradium trichotomum Lour.

## Especies seleccionadas
- Tetradium amarissimum
- Tetradium austrosinense
- Tetradium baberi
- Tetradium calcicolum
- Tetradium cymosum
- Tetradium daniellii